# 沖縄イニシアティブ
沖縄イニシアティブ とは、琉球大学の高良倉吉、大城常夫、真栄城守定が、2000年3月25日、那覇市で開催された「アジア太平洋・アジェンダ・プロジェクト」（英文：Asia Pacific Agenda Project、略称APAP）第5回沖縄フォーラムで発表した提言である。この提言は、色々な反発を招いた。

## アジア・パシフィック・アジェンダ・プロジェクトとは
- （財団法人）日本国際交流センターが事務局を務める、1996年に始まったアジア太平洋地域のシンクタンク・研究機関の国際コンソーシアム（英語: Consortium）である。域内

各国政府や民間財団等から拠出金・助成金を得て、中長期的な視野から知的交流、政策研究・政策対話を推進しています。目的はアジア太平洋の地域的発展に関与する政策指向型の研究機関の間の協力関係のネットワークの拡充を図り、政策研究交流、研究情報交流の促進を図るのが目的。

## 沖縄イニシアティブの提言の趣旨
- 沖縄は今まで種々の評価が行われていたが、どれも、この島の根幹的な魅力を引き出せるものではない。今後、アジア太平洋地域に属する責任ある主体として、より重要な役割を果たし、グローバルパワーとしての独自の貢献をはたすためには、沖縄の再評価とその活用は、避けて通る問題ではない。今後、積極的な自己評価を与え、日本社会の一員として創造的役割を定義、アジア太平洋地域の中で、どのような役割を発揮できるか、自己像を明確にすることが必要である。

## 「歴史問題」
沖縄イニシアティブにおいては、次の項について検討している。
1. 「琉球王国」という独自の前近代国家を形成したこと
2. 独自の文化を形成したこと
3. 日本本土から「差別」を受けたこと
4. 戦争で拭いがたい被害を被ったこと
5. 「異民族統治」を受けたこと
6. 日本に復帰することを求めたこと
7. 基地負担の面で不公平であること

## 「沖縄イニシアティブ」の発揮
- 歴史問題、地域感情を尊重しつつ、歴史に対する、過度の説明責任を求める論理とは一線を画する。
- アジア太平洋地域における日米同盟が果たす安全保障上の役割を評価する。同盟が必要とするかぎり、沖縄のアメリカ軍基地の存在意義を認める。安全保障の面で、沖縄はわが国の中で最も貢献度の高い地域として存在する。
- 軍事力の行使を招かない安全保障体制を種々なレベルで構築することが重要。(略）平和や安定を阻害する要因にたいし、国連を仲介するぎりぎりの選択肢としての軍事力の行使は必要である。
- アメリカ軍基地問題は、存在の是非を問う問題でなく、効果的運用と住民生活の安定調整できるかの課題としてある。

## 反応・批判
この提言は衝撃的に受け止められ、多くの沖縄の論者の批判、反論を招いた。平和理念を放棄、県民に基地容認を迫るなどという批判である。　新川明、新崎盛暉、仲里効、石原昌家、川満信一、比屋根照夫・目取真俊などの批判が沖縄タイムスに載った。

### 新川明
- 彼らの歴史観はいい加減で、日本国の保守体制派を大いに喜ばせた。

### 新崎盛暉
- 現状追認論者のことば遊び、観念論である。

### 仲里効
- 奥行きのない論理がザリガニのように横滑りしていく奇妙な光景である。

### 石原昌家
- 沖縄戦をくぐった民衆としての歴史的実感としては、軍事大国化した日本のアジアにたいするイニシアティブの尻馬にのったら、糞をつかむだけではすまない。

### 比屋根照夫
- 高良は声高らかに沖縄の被害者的歴史観の構図を唱え、沖縄イニシアティブで歴史問題を説けば説くほど自分の過去の言説、厖大な業績に裏切られる運命にある。

### 目取真俊
- 政治、経済、軍事、文化、芸能、思想、メディアといくつもの角度から沖縄を形作ってきた価値観を作り変えようという意図がそれらの動きの底に貫かれている。

一方で、沖縄イニシアティブが打ち出した、沖縄県は日本の一地域であり、日米同盟の重要性を認め、必要な基地については同意するという立場は、沖縄県民の意識の主流になっているとの見方もある。

## 文献
- 琉球新報　2000年5月30日　来間泰男　　沖縄イニシアティブを解く
- 琉球新報　2000年6月5日、江上能義　現実対応論と沖縄イニシアティブ
- 沖縄タイムス　2000年5月16,7日号 - 7月4日号